# جیک اندروز (بازیکن فوتبال)
جیک اندروز (انگلیسی: Jake Andrews؛ زادهٔ ۱۴ اکتبر ۱۹۹۷) بازیکن فوتبال است.
از باشگاه‌هایی که در آن بازی کرده‌است می‌توان به باشگاه فوتبال بریستول سیتی اشاره کرد.